# メヴレヴィー教団
メヴレヴィー教団（-きょうだん　トルコ語Mevlevilik）とはイスラム教のイスラム神秘主義（スーフィズム）の教団の一つ。13世紀にジャラール・ウッディーン・ルーミー（1207年 - 1273年）によって開基された。

## 概要

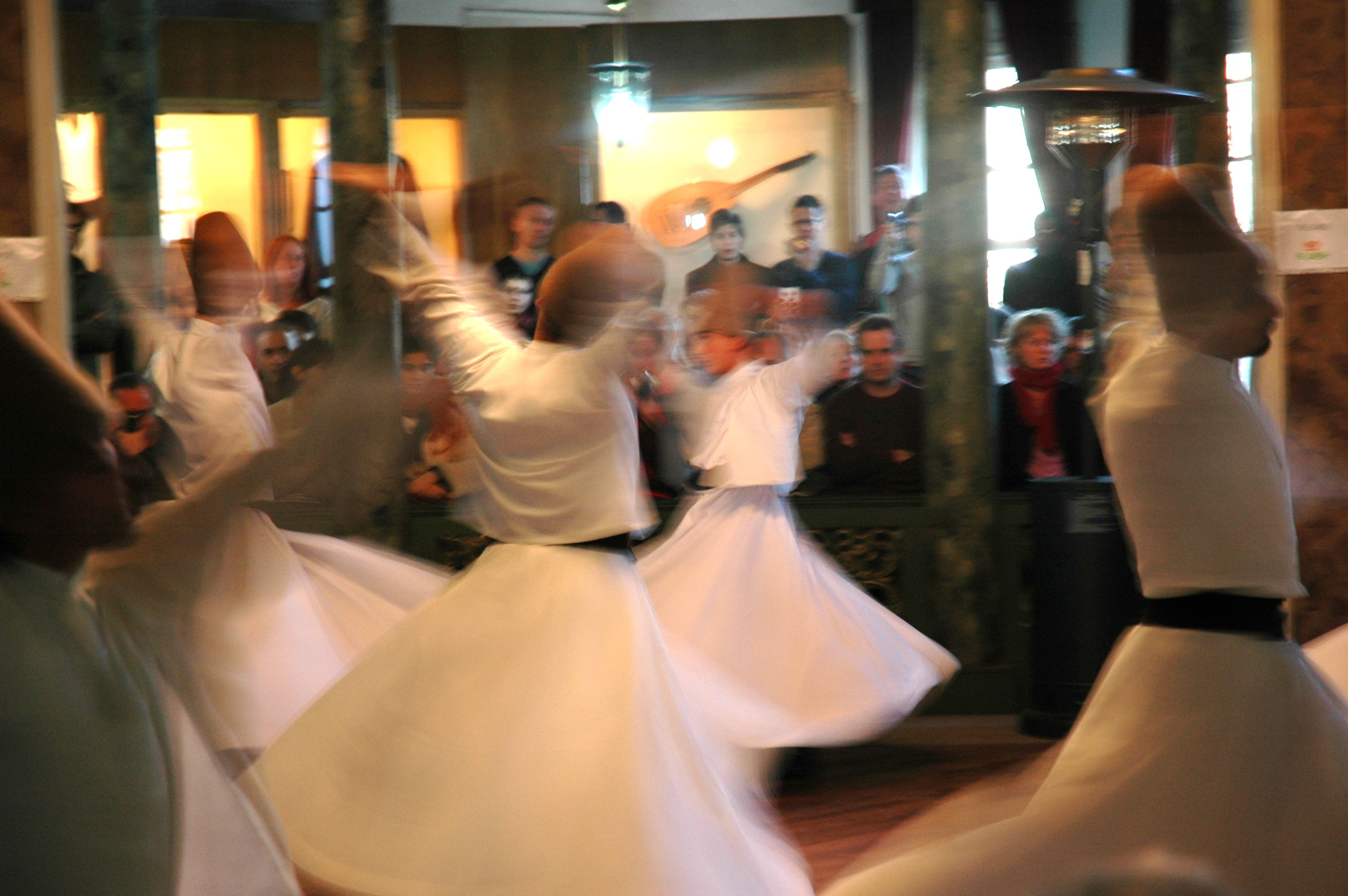
セマー（旋舞）の様子

セマー

メヴレヴィー教団は日本語では旋舞教団といわれ、スカートをはいた信者が音楽にあわせて、くるくると回転をし踊るという宗教行為（セマー）で知られる。これは祈りの手段であり、回転は宇宙の運行を表し、回転することで、神との一体を図るというものである。
教団の中心地はルーミー最期の地であるトルコのコンヤであり、墓廟がある。
ルーミーによる著作は『精神的マスナヴィー』、『シャムセ・タブリーズ』、『ルーミー語録』などがあり、とくにルーミーが14年の歳月を費やし著した『精神的マスナヴィー』は全6巻で2万5000句から構成され「ペルシア語のコーラン」と呼ばれている。
メヴレヴィー教団は15世紀頃にはオスマン帝国の庇護を受け隆盛を極め、なかには信仰するセリム3世のようなスルタンも現れた。
しかし、1923年のトルコ革命では、「脱イスラム政策」の一環として、1927年までに霊廟は破却され、教団は解散させられた。その後、歴史的文化価値などから復興し、霊廟は博物館として一般に開放されており、また舞踏もルーミーの命日に体育館などで披露されており、トルコの古都コンヤを象徴する祭礼となっている。
セマーの儀式はユネスコの無形文化遺産に登録されている。

## ギャラリー

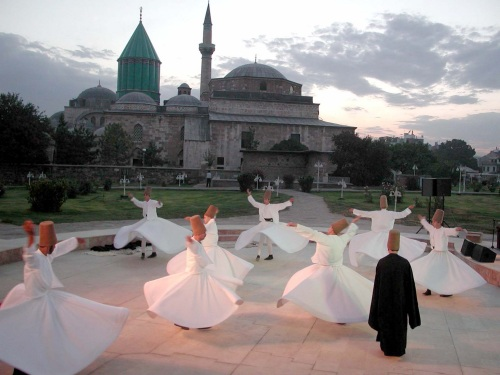
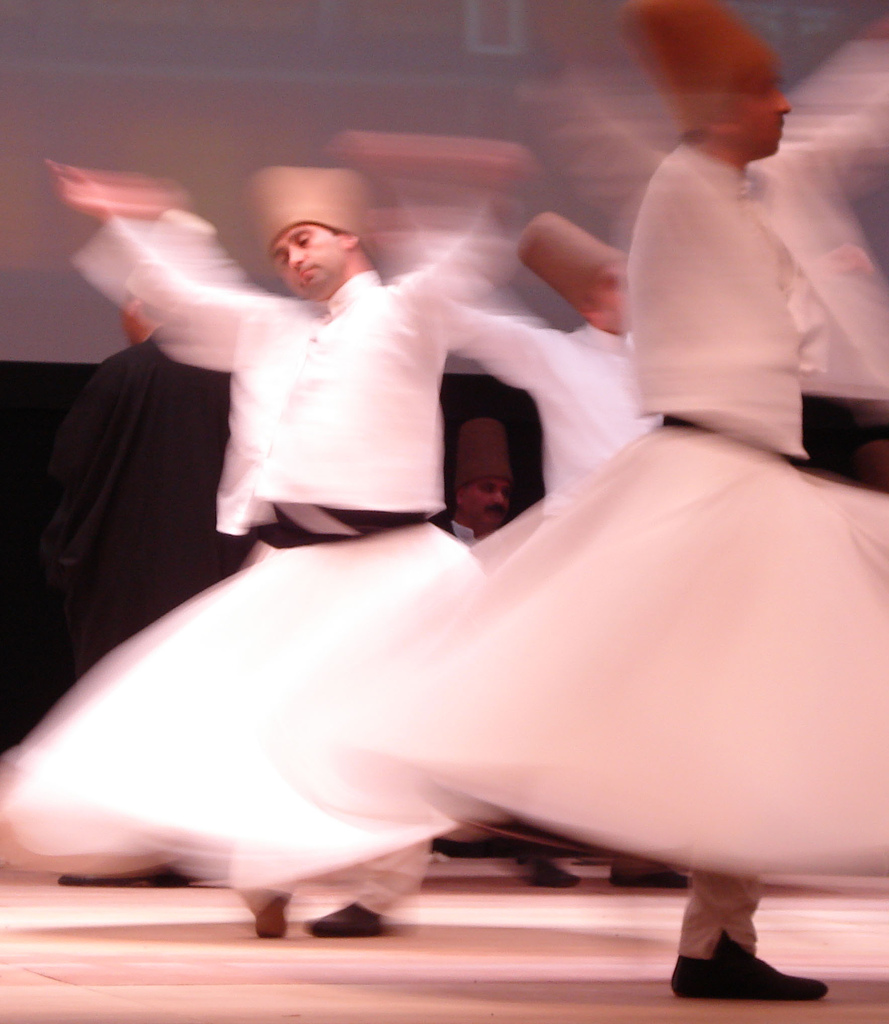
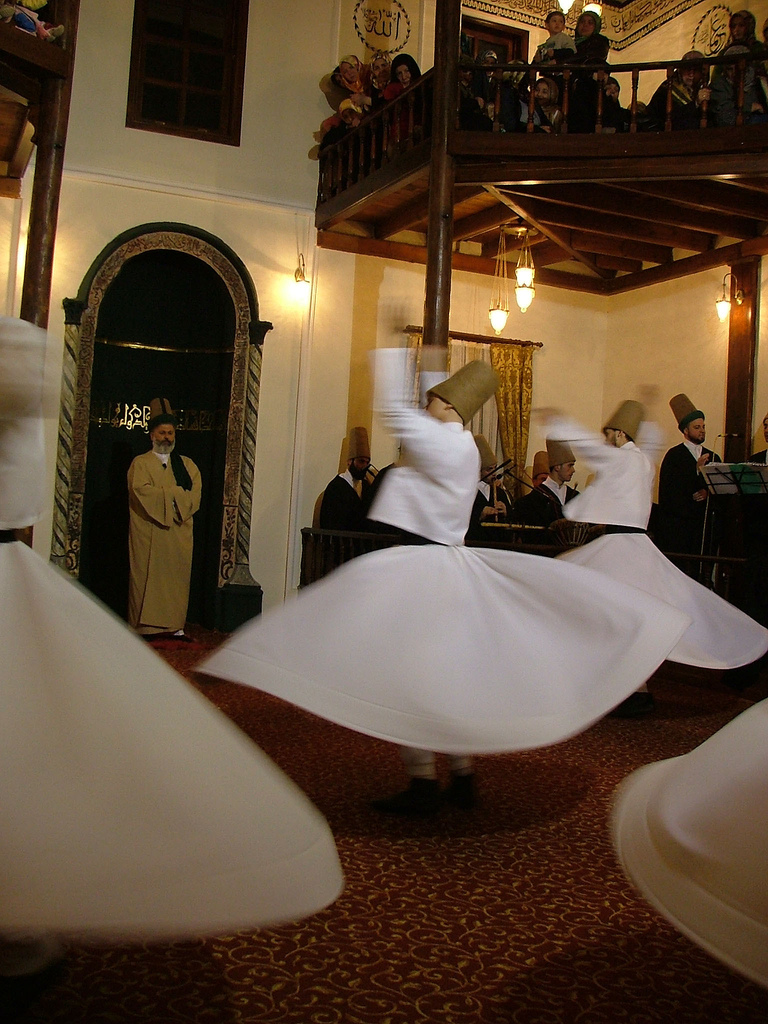
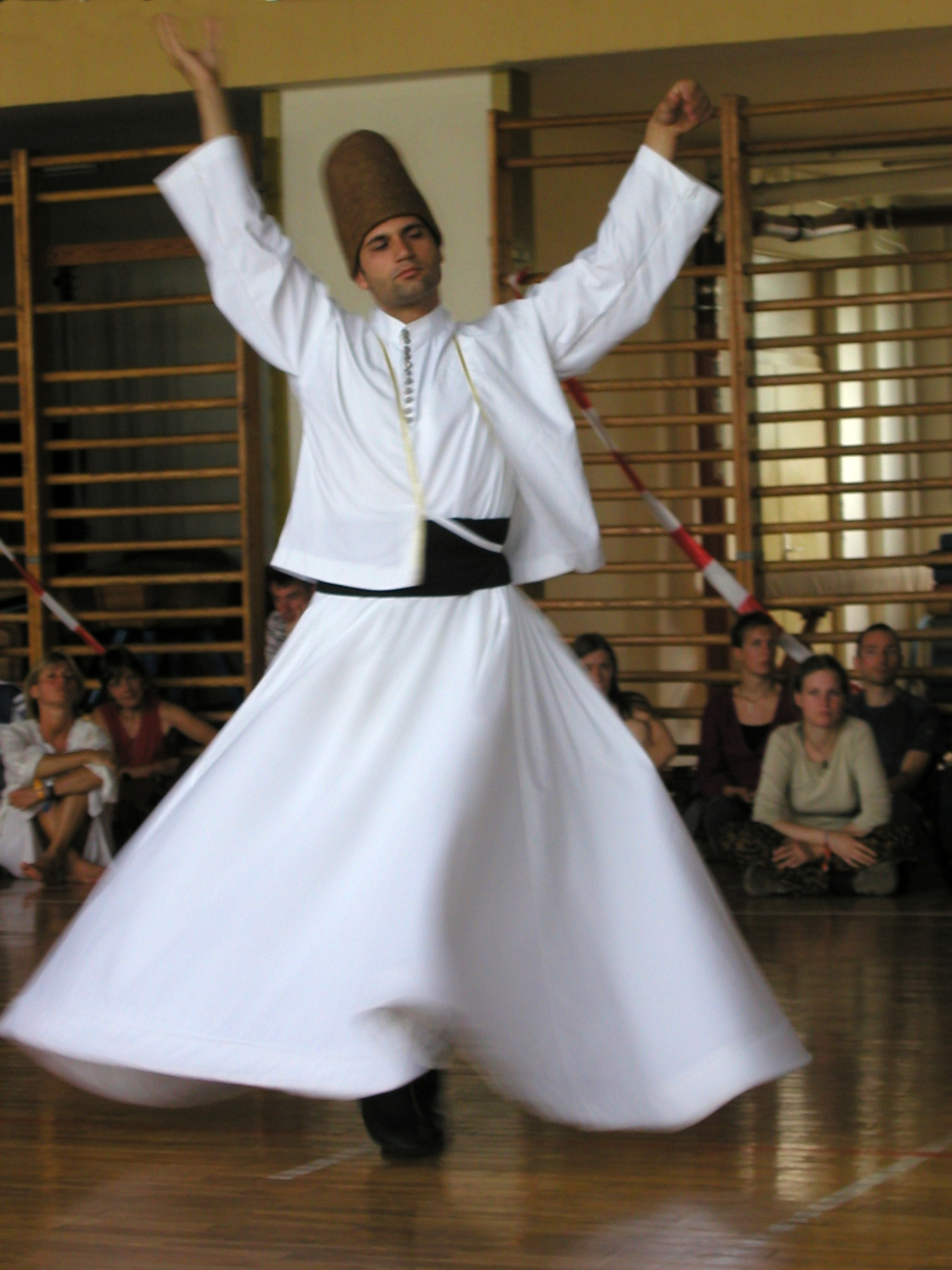
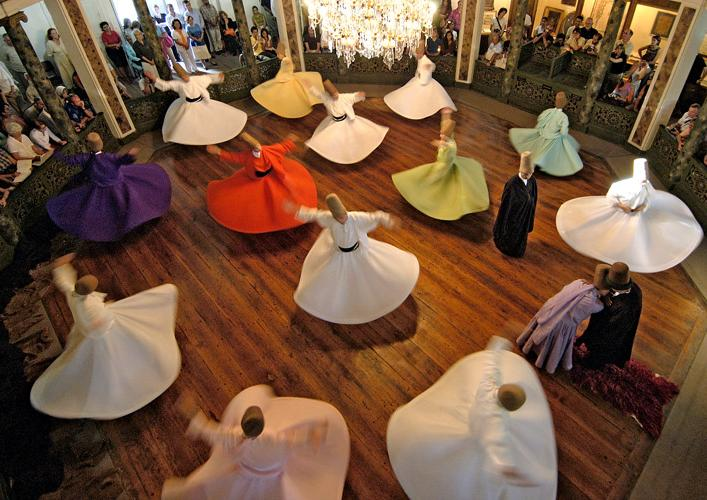
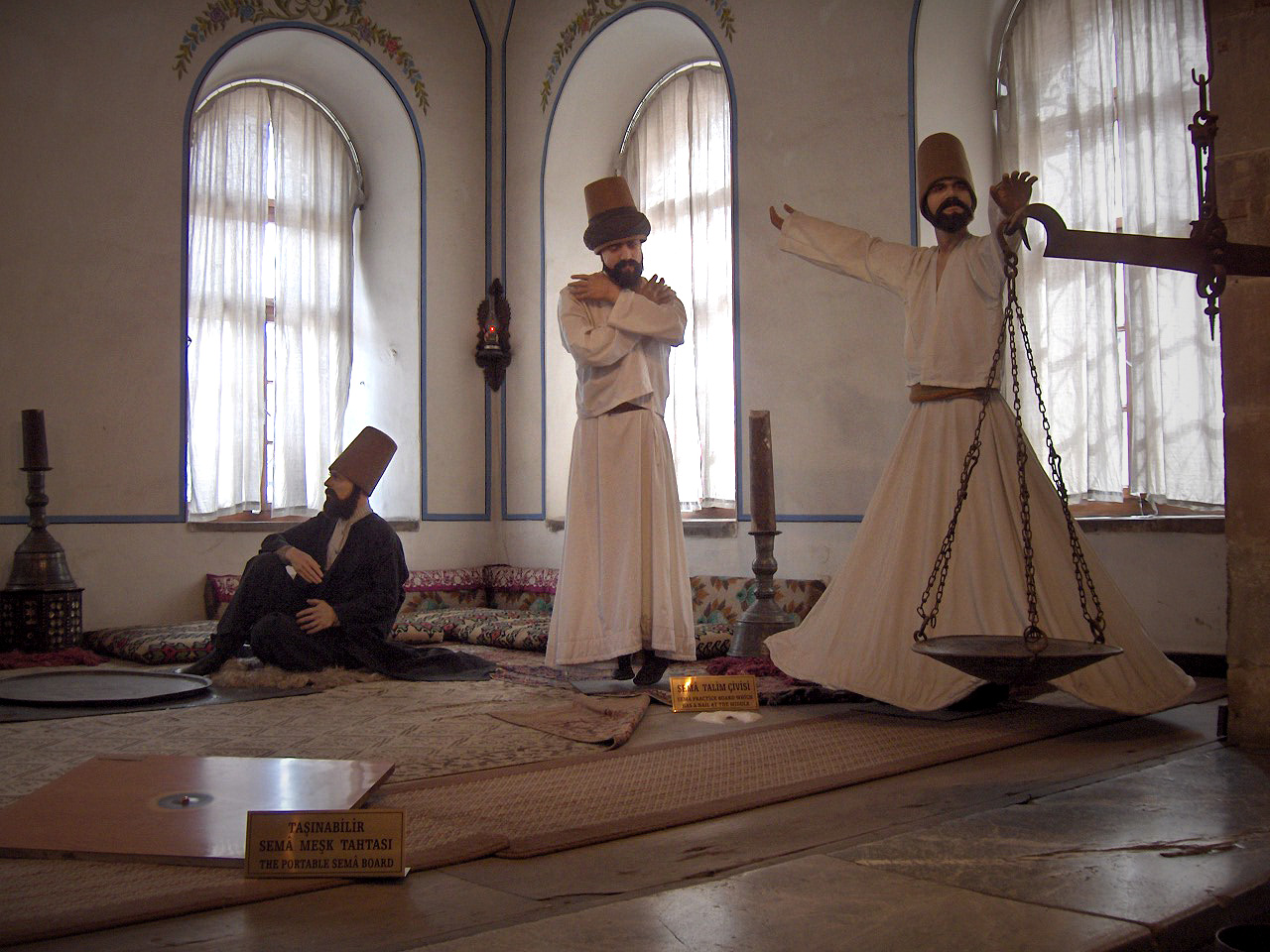